# Federico Wilde
Federico Wilde (1909 – ?) argentin labdarúgócsatár.